# عمل استعراضي
العمل الاستعراضي، هو مصطلح عام يصف جميع جوانب صناعة الفنون والأعمال الترفيهية من عناصر إدارية مثل المديرين، والوكلاء، والمنتجين، والموزعين، وعناصر إبداعيّة مثل الممثلين، وفناني الأداء، والكتاب، والموسيقيين، والفنيين.

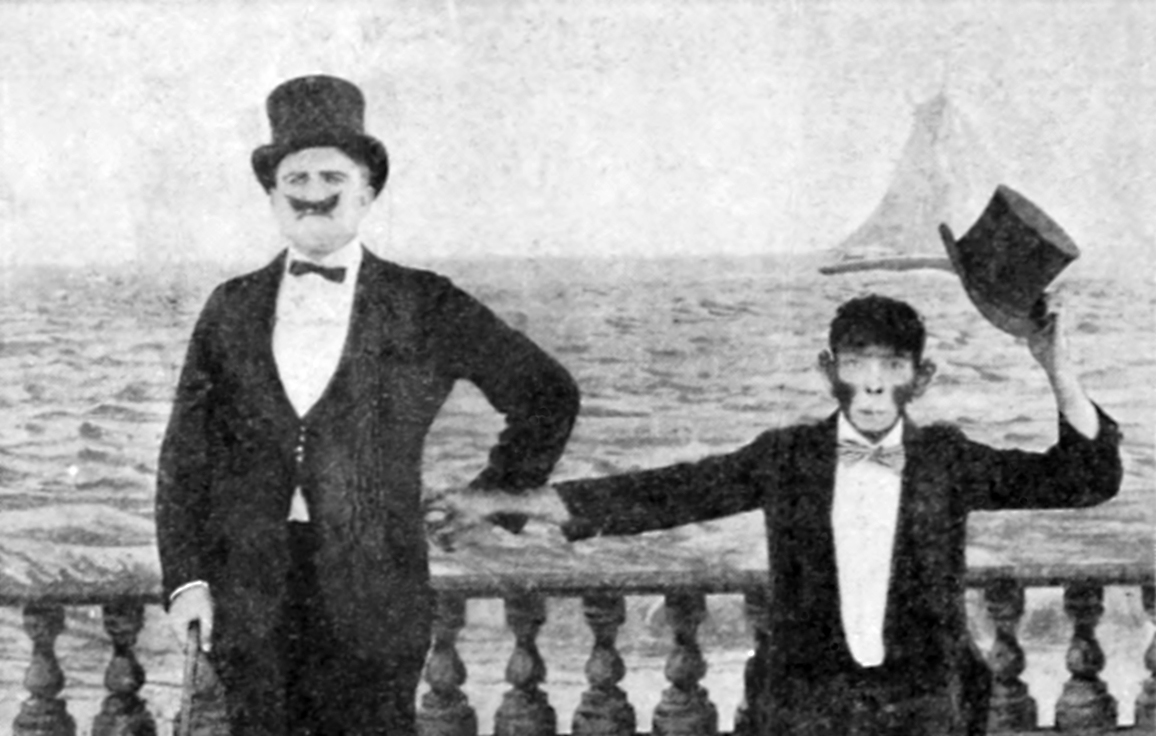
هنا كان عرض استعراضي ل شخص متنكر ك قرد

كان المصطلح شائع الاستخدام طيلة القرن العشرين، ويعود تاريخ أول استخدام معروف له في الطباعة إلى حوالي عام 1850. وبحلول نهايات القرن العشرين، أصبح المصطلح غامضاً بعض الشيء مع تنوّع مجالات وطرق صناعة الفنون الترفيهية فيما عُرف بعصر التنوع، بيد أنّه لا يزال قيد الاستخدام حتى الآن. يرتبط المصطلح أيضًا في الصناعات الترفيهية الحديثة بمجال صناعة الأزياء (والتي تنطوي على خلق الموضة)، ويخضع العمل الاستعراضيّ حالياً لقوانين حقوق الملكية الفكرية.

## صناعة الترفيه
بلغ حجم سوق وسائل الإعلام والترفيه العالمية، والذي يتضمّن الأفلام، والبرامج التلفزيونية، والإعلانات، والوسائط المتدفّقة، والموسيقى، والبث اللاسلكي، والراديو، ونشر الكتب، وألعاب الفيديو، والخدمات والمنتجات الإضافية حوالي 1.72 تريليون دولاراً أمريكيّاً في عام 2015، وحوالي 1.9 تريليون دولاراً أمريكيّاً في عام 2016، وتوقّعت التقديرات الاستقرائية أن تصل قيمة السوق إلى حوالي 2.14 تريليون دولاراً أمريكيّاً في عام 2020. في عام 2017 كان حوالي ثلث إجمالي الناتج المحلي الأمريكي، والذي قُدر بحواليّ 735 مليار دولاراً أمريكيّاً، من صناعة الترفيه الأمريكية، والتي تُعد أكبر صناعات الترفيه في العالم.

### القطاعات والشركات
يمكن تقسيم قطاع صناعة الترفيه إلى القطاعات الفرعية التالية:
- المدن الترفيهيّة والمتنزهات
- الرسوم المتحركة
- السيرك
- إدارة الفعاليات
- الأفلام
- المراهنات
- مصنعي الألعاب
- الفيديو المنزلي وموزعي الفيديو المنزلي
- الإعلام
- موسيقى
- السياسة
- الرياضات
- تجارة الجنس
- وكالة المواهب
- الإنتاج المسرحي
- الرياضات الترفيهية